# Angelina Ballerina
Angelina Ballerina é uma série de livros infantis da autora Katharine Holabird e da ilustradora Helen Craig sobre uma rata antropomórfica (nome completo: Angelina Jeanette Mouseling) que treina para ser bailarina. O primeiro livro da série foi publicado em 1983, e desde então houve mais de vinte livros da série. A série se ambienta na cidade fictícia de Chipping Cheddar, baseada na cidade de Londres na década de 1920. O nome "Angelina" foi inspirado em uma editora da Aurum Press chamada Angela.
Os livros foram adaptados para dois desenhos infantis na televisão (um em animação tradicional e outro em computação gráfica), além de uma turnê de balé.

## Adaptações
Em 2002, Angelina Ballerina, uma série de televisão animada britânica de 40 episódios de quinze minutos cada, baseada nos livros, foi produzida pela HIT Entertainment no Reino Unido. A série contou com a atriz Finty Williams dublando Angelina e sua mãe, Judi Dench, como Miss Lilly. A série foi exibida na PBS nos Estados Unidos e na CITV no Reino Unido, onde foi apresentada pela Connecticut Public Television; e atualmente pode ser visto no Nick Jr. no Reino Unido e no Sprout nos Estados Unidos.
Uma segunda animação, Angelina Ballerina: The Next Steps, feita por computação gráfica, estreou em canais PBS em setembro de 2009. É dirigida por Davis Doi e animada pela SD Entertainment. A WNET, depois de ter comprado a unidade de produção da CPTV, é a produtora do programa.
O English National Ballet fez uma versão ao vivo de Angelina Ballerina chamada Angelina's Star Performance em turnê no outono de 2007.
Uma terceira animação está agendada para 2017, junto com Barney & Friends. Atualmente não se sabe se essa animação será uma continuação de Angelina Ballerina: The Next Steps ou se retomará a série de 2002.

## Ligações Externas
- Katharine Holabird (site oficial)
- Angelina Ballerina (2002) (site oficial)
- Angelina Ballerina, The Musical (site oficial)
- English National Ballet performs Angelina's Star Performance